# Dicranophragma extremiboreale
Dicranophragma extremiboreale là một loài ruồi trong họ Limoniidae. Chúng phân bố ở miền Cổ bắc.